# 馬提尼克綠鸚鵡
馬提尼克綠鸚鵡（Amazona martinicana）是一種馬提尼克特有及已滅絕的鸚鵡。由於其棲息地被開發作為農地，因而走上滅絕的道路。自1722年起就再沒有有關牠們的紀錄。另一種棲息在瓜德羅普的鸚鵡與牠們可能是同一物種。